# BRDC International Trophy 1963
BRDC International Trophy 1963 je bila sedma neprvenstvena dirka Formule 1 v sezoni 1963. Odvijala se je 11. maja 1963 na dirkališču Silverstone Circuit.

## Dirka
| Poz | Dirkač                  | Konstruktor    | Čas/Odstop.             | Št. mesto |
| --- | ----------------------- | -------------- | ----------------------- | --------- |
| 1   | Jim Clark               | Lotus-Climax   | 1.24:27.6               | 6         |
| 2   | Bruce McLaren           | Cooper-Climax  | + 24.6 s                | 3         |
| 3   | Trevor Taylor           | Lotus-Climax   | + 34.0 s                | 5         |
| 4   | Innes Ireland           | Lotus-BRM      | + 40.0 s                | 1         |
| 5   | Jo Bonnier              | Cooper-Climax  | 51 krogov               | 14        |
| 6   | Tony Maggs              | Cooper-Climax  | 51 krogov               | 11        |
| 7   | Jack Brabham            | Brabham-Climax | 51 krogov               | 4         |
| 8   | Ian Raby                | Gilby-BRM      | 48 krogov               | 21        |
| 9   | Carel Godin de Beaufort | Porsche        | 46 krogov               | 17        |
| DSQ | Lorenzo Bandini         | BRM            | Zunanja pomoč           | 10        |
| Ods | Jim Hall                | Lotus-BRM      | Vžig                    | 12        |
| Ods | Tim Parnell             | Lotus-Climax   | Bat                     | 16        |
| Ods | Philip Robinson         | Lotus-Climax   | Okvara                  | 19        |
| Ods | John Surtees            | Ferrari        | Puščanje olja           | 7         |
| Ods | Graham Hill             | BRM            | El. sistem              | 2         |
| Ods | John Taylor             | Cooper-Ford    | Puščanje olja           | 18        |
| Ods | John Campbell-Jones     | Lotus-BRM      | Vžig                    | 15        |
| Ods | Willy Mairesse          | Ferrari        | Trčenje                 | 9         |
| Ods | Chris Amon              | Lola-Climax    | Puščanje olja           | 13        |
| Ods | Richie Ginther          | BRM            | Menjalnik               | 8         |
| DNS | André Pilette           | Lotus-Climax   | Odstop                  | (20)      |
| WD  | Peter Arundell          | Lotus-Climax   | Brez dirkalnika         | -         |
| WD  | Dan Gurney              | Brabham-Climax | Nepripravljen dirkalnik | -         |
| WD  | Tony Settember          | Scirocco-BRM   | Nepripravljen dirkalnik | -         |
| WD  | Pedro Rodriguez         | Scirocco-BRM   | Nepripravljen dirkalnik | -         |
| WD  | Phil Hill               | ATS            | Nepripravljen dirkalnik | -         |